# Llebre americana
La llebre americana (Lepus americanus) és una espècie de mamífer lagomorf de la família dels lepòrids. Viu a bona part de la meitat septentrional de Nord-amèrica. El seu hàbitat natural són els boscos boreals i boscos caducifolis mixtos. És una espècie en risc mínim, és a dir, no sembla que hi hagi cap amenaça significativa per a la seva supervivència. Ara bé, les poblacions meridionals podrien sofrir un alt grau de destrucció i fragmentació del seu hàbitat. El seu nom específic, americanus, significa ‘americana’ en llatí.
Té unes grans potes posteriors, que li serveixen per evitar enfonsar-se en la neu quan hi corre o camina. Per camuflar-se, el seu pelatge esdevé blanc durant l'hivern i d'un marró rovellat durant l'estiu. Els seus flancs són sempre blancs. També se la pot distingir pels pèls negres que té a la vora de les orelles. Les seves orelles són més curtes que les de la majoria d'altres llebres.